# Forum de dialogue IBAS

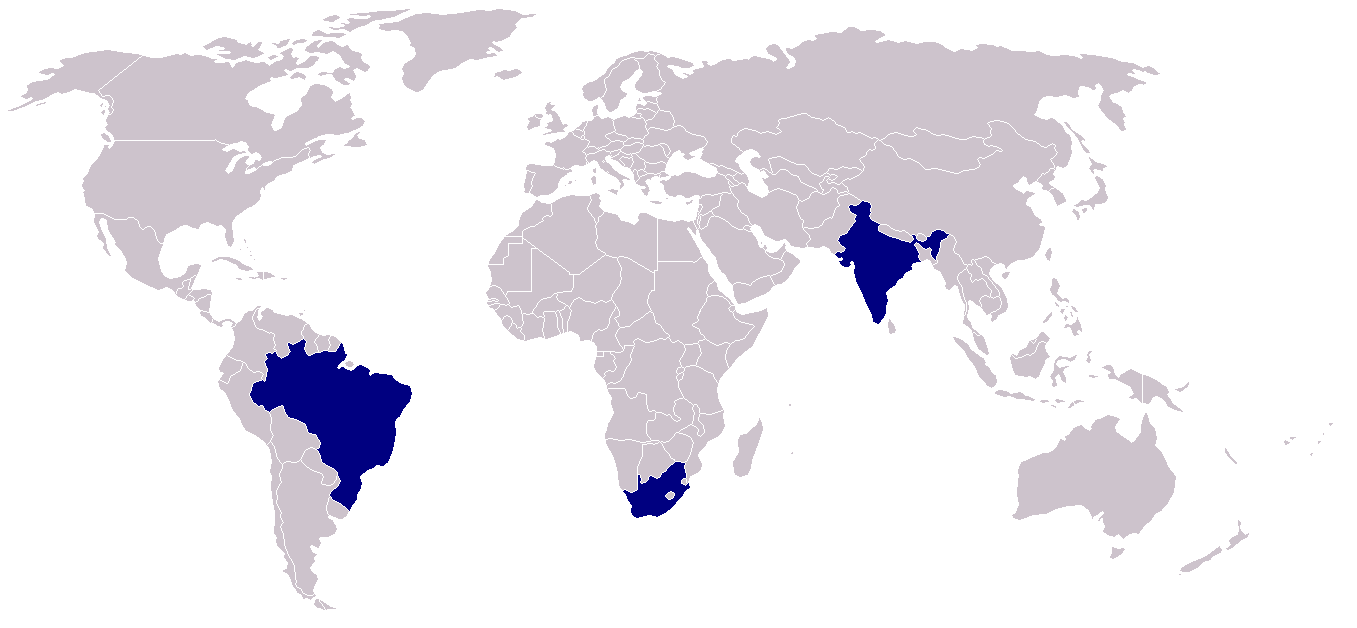
Brésil, Afrique du Sud et Inde

Le forum de dialogue IBAS (Inde, Brésil et Afrique du Sud), surnommé G3, est une plate-forme de discussion trilatérale formalisée par la déclaration de Brasilia du 6 juin 2003. Ces trois pays ont pour objectif de renforcer la coopération Sud-Sud, notamment en amont des négociations économiques et commerciales internationales.
Ce forum fut un prélude au sommet des BRICS de 2009.

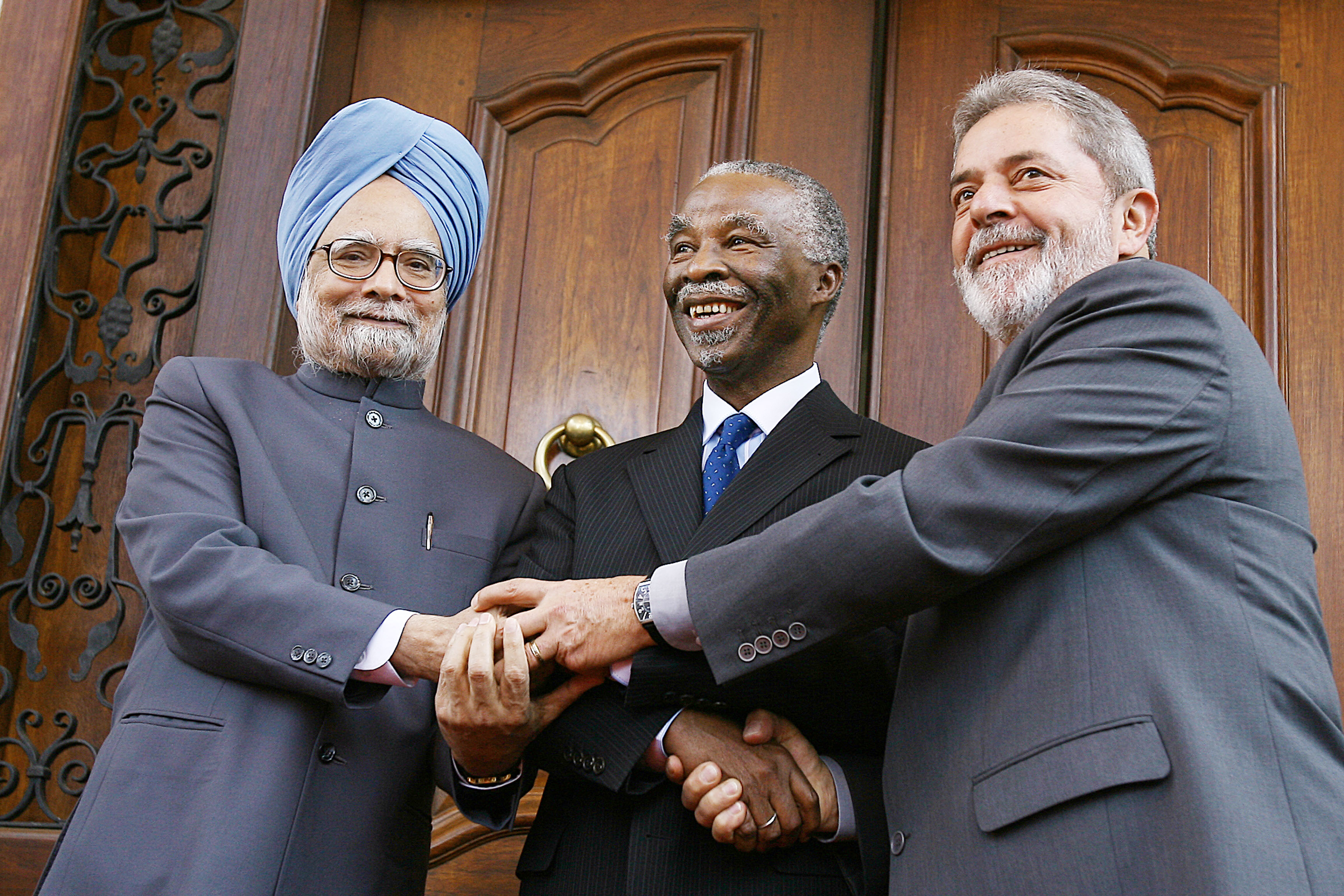
forum de dialogue IBAS en 2007 à Pretoria: Manmohan Singh, Thabo Mbeki et Luiz Inácio Lula da Silva